# 姜徳景
姜徳景（カン・ドクキュン、朝鮮語: 강덕경）は慰安婦として名乗り出て証言を行った人。

## 経歴
（本人の証言から）
- 1929年：慶尚南道晋州　生まれ
- 1943年（15歳、高等科1年）：先生に言われ挺身勤労隊として日本へ、富山県の不二越の工場で旋盤工として働く。給料は預金しておくという事でくれなかった。
- （3,4ヶ月後）食事が少なく空腹のため逃げ出すが戻る。更に2,3ヶ月後逃亡、道で腕章をして肩に星が３つある「小林」という憲兵につかまりトラックに乗せられ山の中で犯された。更にトラックで移動小さな部隊付属のテントで他の女と一緒に4ヶ月間毎晩強姦された。
- （4ヶ月後）更に「小林」によりトラックで移動、畑が広がる場所の大きな部隊の20人くらいの女がいる慰安所で兵隊の相手をさせられた。また防空壕の中でも兵隊の相手をさせられた。地名を聞いたらマツヤマあるいはマツシロ（松代大本営と思われる）と聞いた。兵隊の「小林」は天皇陛下が避難に来る所と言っていた。
- 1945年：ある日、泣いている声が聞こえ終戦だった。大阪へ更に伏木の朝鮮人部落へ移動。
- 朝鮮人部落で働きそこの人と一緒に朝鮮へ帰った。
- 1992年8月日本の長野県松代で講演
- ナヌムの家に住む
- 1997年2月：死亡

## 秦郁彦による言及
- 秦郁彦は、著書（『慰安婦と戦場の性』 新潮選書 1999）でこの時期に富山地区憲兵隊に勤務していた2人は、憲兵は単独行動はしない、サイドカーを使う、小林という憲兵はいなかった、不二越の周囲には遊廓があったと回想し、2人はそうした事はしていないと記している。従って「小林」は憲兵ではなく遊郭と関わりのある業者で軍服に似た国民服を着ていたのだろうとしており、姜徳景の証言の真偽については明確には述べていない。

- 秦郁彦はその著書など[4]で、金学順、文玉珠、金田きみ子、姜徳景、金充心、金順徳、金殷礼、鄭書云、李容洙、金君子の証言にも言及している。

## ドキュメンタリー映画
2015年7月に公開されたドキュメンタリー映画『“記憶”と生きる』（土井敏邦監督）第二部で、姜徳景の最晩年の2年間が記録された。